# Amtsgericht Laubach
Das Amtsgericht Laubach war von 1879 bis 1968 ein hessisches Gericht mit Sitz in Laubach.

## Geschichte

### Gründung
Zum 1. Oktober 1879 wurde das Amtsgericht Laubach gegründet. Anlass war das Gerichtsverfassungsgesetz von 1877, das die Gerichtsverfassung im Deutschen Reich vereinheitlichte und nun auch im Großherzogtum Hessen umgesetzt wurde. Funktional ersetzte es das gleichzeitig aufgelöste Landgericht Laubach. Das neue Amtsgericht wurde dem Bezirk des ebenfalls neu errichteten Landgerichts Gießen zugeordnet.

### Weitere Entwicklung
Zum 1. Januar 1882 wurde der Sprengel um den zuvor zum Amtsgericht Hungen zählenden Ort Villingen und die zuvor zum Amtsgericht Lich gehörenden Orte Ettingshausen und Münster erweitert.
Altenhain wurde am 15. Mai 1908 vom Bezirk des Amtsgerichts Ulrichstein übernommen.
In Folge der Auflösung des Amtsgerichts Hungen am 1. Juni 1934 wurde von dort Nonnenroth eingegliedert.

### Ende
Zum 1. Juli 1968 erfolgte die Auflösung des Amtsgerichts. Die Gemeinde Altenhain wurde dem Amtsgericht Alsfeld, die restlichen Gemeinden des Sprengels dem Amtsgericht Gießen zugeschlagen.

## Bezirk
| Gemeinde       | Herkunft                | Zugang | Abgang | Verbleib            |
| -------------- | ----------------------- | ------ | ------ | ------------------- |
| Altenhain      | Amtsgericht Ulrichstein | 1908   | 1968   | Amtsgericht Alsfeld |
| Ettingshausen  | Amtsgericht Lich        | 1882   | 1968   | Amtsgericht Gießen  |
| Freienseen     | Landgericht Laubach     | 1879   | 1968   | Amtsgericht Gießen  |
| Gonterskirchen | Landgericht Laubach     | 1879   | 1968   | Amtsgericht Gießen  |
| Klein-Eichen   | Landgericht Laubach     | 1879   | 1968   | Amtsgericht Gießen  |
| Lardenbach     | Landgericht Laubach     | 1879   | 1968   | Amtsgericht Gießen  |
| Laubach        | Landgericht Laubach     | 1879   | 1968   | Amtsgericht Gießen  |
| Münster        | Amtsgericht Lich        | 1882   | 1968   | Amtsgericht Gießen  |
| Nonnenroth     | Amtsgericht Hungen      | 1934   | 1968   | Amtsgericht Gießen  |
| Röthges        | Landgericht Laubach     | 1879   | 1968   | Amtsgericht Gießen  |
| Ruppertsburg   | Landgericht Laubach     | 1879   | 1968   | Amtsgericht Gießen  |
| Stockhäuserhof | Landgericht Laubach     | 1879   | 1968   | Amtsgericht Gießen  |
| Villingen      | Amtsgericht Hungen      | 1882   | 1968   | Amtsgericht Gießen  |
| Wetterfeld     | Landgericht Laubach     | 1879   | 1968   | Amtsgericht Gießen  |

## Gerichtsgebäude

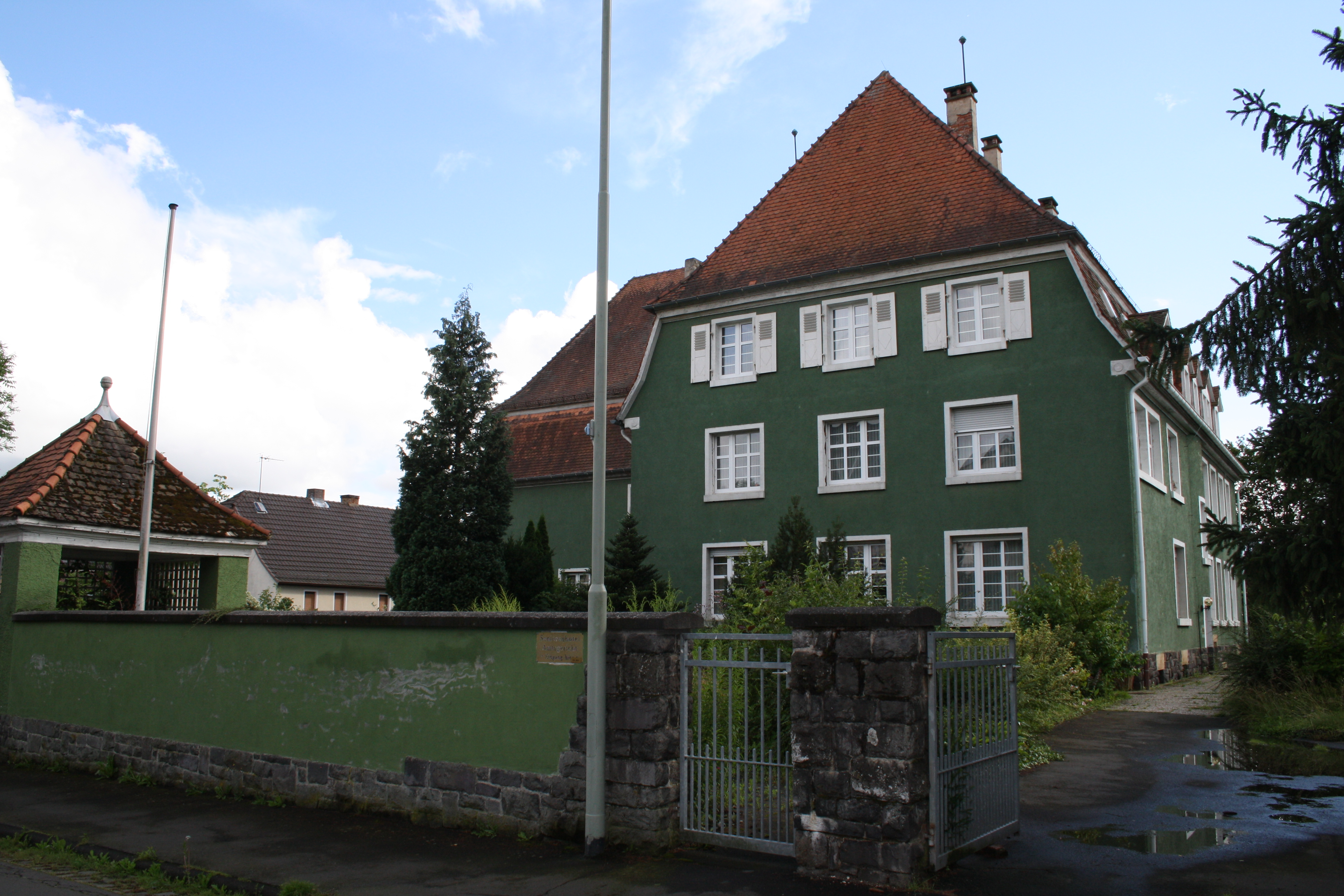
Ehemaliges Amtsgericht von Laubach (2012)

Das Gebäude des ehemaligen Amtsgerichtes befindet sich in der Friedrichstraße 19. Es wurde 1907 gebaut. Architekt war Bauinspektor Berth vom Hochbauamt Alsfeld. Heute ist das Gebäude ein Kulturdenkmal aufgrund des Hessischen Denkmalschutzgesetzes aus geschichtlichen und künstlerischen Gründen. Nach der Nutzung als Gericht diente es bis 2012 als Alten- und Pflegeheim. Seit Frühjahr 2013 wird das Gebäude als Wohnheim für Flüchtlinge genutzt.